# Valentin Bubukin
Valentin Borisovič Bubukin, rusky Валентин Борисович Бубукин (23. duben 1933, Moskva – 30. říjen 2008) byl sovětský fotbalista ruské národnosti. Nastupoval především na postu útočníka.
Se sovětskou reprezentací vyhrál první mistrovství Evropy roku 1960 (tehdy nazývané Pohár národů). Zúčastnil se rovněž světového šampionátu ve Švédsku roku 1958. V národním týmu působil v letech 1959–1961 a nastoupil k 11 zápasům, v nichž vstřelil 4 branky.
S Lokomotivem Moskva roku 1957 získal sovětský pohár.